# Уильям, Энтони
Э́нтони Уи́льям Ковье́лло (англ. Anthony William Coviello; род. 1971), также известный, как Медицинский медиум (англ. Medical Medium) — американский экстрасенс, медиум и натуропат, деятель альтернативной медицины и движения за здоровое питание, пропагандист здорового образа жизни. Его деятельность научным сообществом оценивается как шарлатанская.

## Биография
По собственным словам Уильяма, первый опыт общения с «духом» у него произошёл в четыре года. Он утверждал, что в детстве сумел правильно диагностировать рак лёгких у своей бабушки и часто «лечил» членов своей семьи и друзей.
Является автором книг, посвящённых здоровому питанию. Автор статей на веб-сайте Goop актрисы Гвинет Пэлтроу, выступая в качестве «доверенного эксперта» (англ. trusted expert), хотя и не имеет дипломов и свидетельств о медицинском образовании. В связи с этим на своём веб-сайте и на веб-сайте Goop им размещён письменный отказ от ответственности, о том, что он «не является лицензированным врачом, мануальным терапевтом, врачом-остеопатом, врачом-натуропатом, диетологом, фармацевтом, психологом, психотерапевтом или другим официально лицензированным специалистом в области здравоохранения, практикующим врачом или поставщиком медицинских услуг любого рода» и его советы и предложения не должны заменять профессиональных врачей, с которыми следует проконсультироваться, прежде чем следовать им. Его веб-сайт также содержит не менее 177 партнёрских ссылок, преимущественно на биологически активные добавки, продаваемые на Amazon, приносящих доход Уильяму.

## Взгляды

### Связь целительства сангелами
Уильям утверждает, что его способности исцелять людей проистекают из связи с «духом», который позволяет ему диагностировать у других людей заболевания, как и предполагать способы лечения. Кроме того, он утверждает, что благодаря общению с «духом» получает от него знания и способность просвечивать человеческое тело таким образом, что ему удаётся диагностировать все закупорки, инфекции, поражённые области, прошлые осложнения и даже душевные надломы. Уильям убеждён, что те сведения, которыми он располагает, в конечном счёте будут признаны научным сообществом.
Заключительная глава его книги «Еда, меняющая жизнь: откройте тайную силу овощей, фруктов, трав и специй» называется «Ангелы, меняющие жизнь», в которой он объясняет, что верит в существование двенадцати различных ангелов, у которых есть имена вроде «Ангел изобилия» и «Ангел зависимости», и поэтому призывает своих последователей обращаться за помощью в каждом отдельном случае к определённому ангелу.

### Связь рака с вирусом Эпштейна — Барр

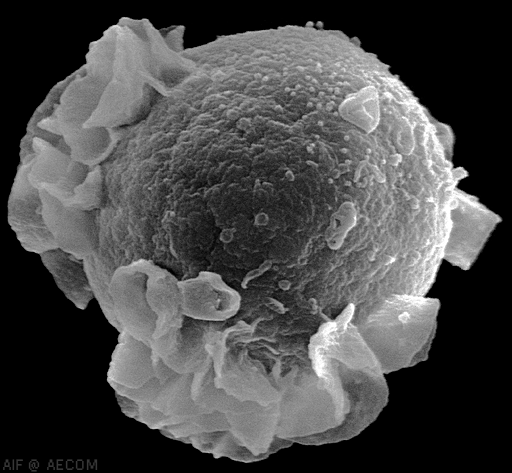
Вирус Эпштейна — Барр

Одной из наиболее частых тем в области здравоохранения, которые диагностирует Уильям, являются хронические заболевания, вызванные вирусом Эпштейна — Барр, лечить которые он предлагает витамином B12 вместе с большим количеством сока сельдерея, поскольку так советует «дух». При этом он утверждает, что данный вирус может передаваться внутриутробно, несмотря на то, что согласно нынешним научным данным, заболевание чаще всего передаётся через слюну.
В своей колонке на Goop Уильям утверждал, что «в девяноста восьми процентах случаев рак вызывается вирусом и, по крайней мере, одним типом токсина». Он приписывает многие виды рака вирусу Эпштейна — Барр, заявляя, что тот «ответственен за рак груди, рак печени, почти за все виды рака лёгких, рак поджелудочной железы, рак толстой кишки, рак простаты, рак репродуктивной системы женщин, лейкоз и многое другое». Ульям глубоко убеждён, что раковые заболевания, с которыми люди сегодня ежедневно сталкиваются, в последние годы быстро прогрессируют, и особенно после промышленной революции, а также утверждает, что в целом рак не имеет генетической составляющей, несмотря на научные доказательства обратного. В свою очередь Центры по контролю и профилактике заболеваний США располагают данными, что в настоящее время нет проверенных экспертами научных доказательств, которые подтверждают утверждение о том, что вирус Эпштейна — Барр вызывает рак лёгких, а Американское онкологическое общество отметило, что вирус Эпштейна — Барр может быть связан с лимфомой Ходжкина или некоторыми видами рака желудка, но это всё ещё не установлено.
Кроме того, он высказал предположение, что вирус Эпштейна — Барр вызывает более 95 % проблем, связанных с щитовидной железой, что, однако, требует дополнительных исследований, поскольку в настоящее время нет научных доказательств, подтверждающих эту точку зрения.

### Пища и диета
В своей книге «Еда, меняющая жизнь: откройте тайную силу овощей, фруктов, трав и специй» он отнёс «фрукты, овощи, травы, специи и дикие продукты» к «благой четвёрке», утверждая:
«Поскольку они растут из земли и освещаются солнцем и небом, выдерживая элементы, образуя их, то они тесно связаны с благими силами природы. Они не просто содержат питательные вещества, необходимые нам для существования. Они содержат разум Земной Матери и небес, в котором мы отчаянно нуждаемся, чтобы приспособиться».
Указанной «четвёрке» он противопоставил «неумолимую четвёрку», включающую радиацию, ядовитые тяжёлые металлы, вирусный всплеск и ДДТ. Из-за них, утверждает он, происходит «опустошение наши тела, бремя сомнения в собственном здравомыслии и доведение нас, как общества, до критической точки».
Кроме того, Уильям утверждает, что существует два вида «живой воды». «Гидробиоактивная вода» содержится во всей «благостной четвёрке». Он утверждает, что это может утолить жажду человека гораздо больше, чем водопроводная вода. Он также утверждает, что в воде имеется ещё не обнаруженный кофактор, который «содержит информацию, которая поможет восстановить вашу душу и дух и поддержать ваши эмоции».
Также он перечислил шесть видов пищи, которые считает «изменяющими жизнь». Он утверждает, что молочные продукты подавляют печень; яйца подпитывают вирусный всплеск; кукуруза больше не является питательной из-за чрезмерного использования генетической модификации; пшеница питает патогены; масло канолы разрушает слизистую оболочку желудка, вен и сердца, и, наконец, пищевые добавки, описанные или помеченные как «натуральные ароматизаторы», в действительности являются нейротоксином под названием глутамат натрия, который, по его мнению, со временем разрушает мозг и нервные клетки.

### Сок сельдерея

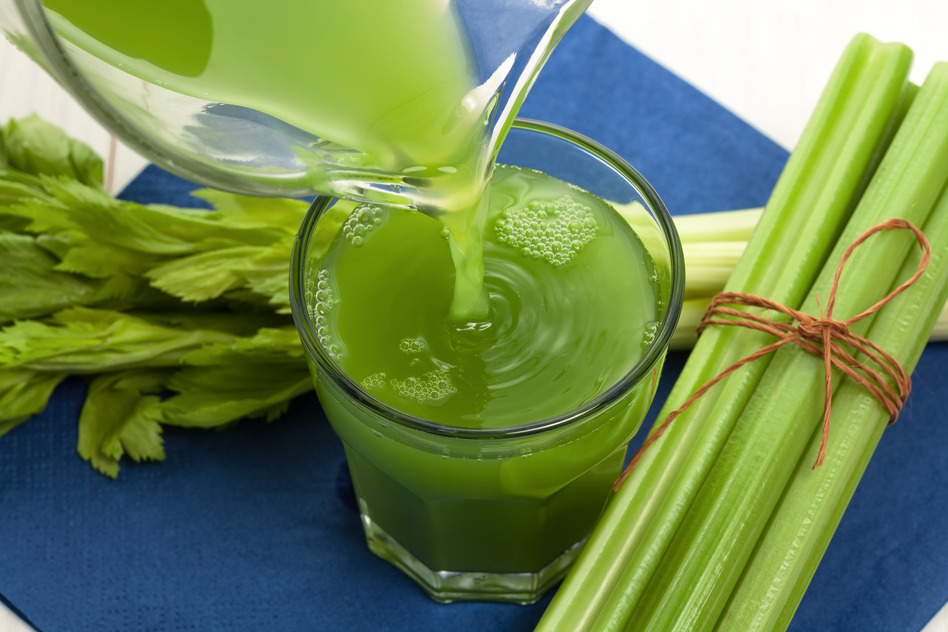
Сок сельдерея

Уильям является создателем диеты на соке сельдерея и основным источником данных о её полезности. И хотя он считает, что «наука, лежащая в основе целебных свойств сока сельдерея, ещё не открыта», в настоящее время ни одно из его утверждений не имеет научной доказанности.
Уильям утверждает, что сок сельдерея используется в лечебных целях. Он предполагает, что его применение может «повысить уровень энергии», уменьшить вздутие живота, повысить «ясность ума» и даже улучшить такие состояния, как головные боли и беспокойство. Он рассматривает этот сок как хорошее средство для насыщения организма жидкостью, и утверждает, что его употребление «уменьшает воспаление и поддерживает микробиом». И называет «чудодейственным соком» и «одним из величайших целебных тонизирующих средств всех времён». Тем не менее, ни одно из этих утверждений не подтверждается научными данными, поэтому ни диетологи, ни другие члены медицинского сообщества не поддерживают их.
В интервью Evening Standard Уильям описал как нужно изготавливать сок сельдерея, отметив, что он обладает «целительной силой», несмотря на сложность выработки: «Вам следует делать из него вытяжку, как из лекарственного растения. Как с чаем, но вы не берёте чайные пакетики и не кидаете их в Nutribullet — иначе всё пойдёт не так. Это травяная вытяжка. Когда вы выжимаете сок из сельдерея, то получается тоник, похожий на зелёный чай». При этом он поясняет, что сок должен быть чистым, а не просто выжимкой лимонного сока или же каких-то других овощей. По его словам, сок сельдерея следует принимать утром натощак не менее чем за 15-20 минут до приёма пищи, рекомендуя ежедневно выпивать ровно 14 унций, затем увеличив объём до 32.
Журналист The Atlantic Аманда Мул опросила двух лицензированных диетологов относительно пользы от употребления сока сельдерея. Они согласились с тем, что сок является здоровой пищей и что имеются свидетельства того, что он оказывает положительное влияние на артериальное давление, хотя пациенты употребляли цельные стебли. При этом один из диетологов особо подчеркнул, что «не существует ни одной разновидности пищи, которая способна излечить ваш рак, воспалительные заболевания и прочие недуги, поэтому не будьте падкими на шумиху, которая вам попадается в Instagram».
В свою очередь аккредитованный диетолог и нутрицитолог Аманда Мэй заявила следующее относительно утверждений Уильяма про сок сельдерея: «Нет никаких научных или основанных на исследованиях доказательств, подтверждающих это. Нет никаких научных исследований за [движением], и нет никаких доказательств, подтверждающих, что оно делает то, что оно заявляет. По моему мнению, оно заставляет людей верить, что им нужно или следует что-то делать, что их болезни — это их вина, и если они ничего не делают с этим (например, не пьют сок сельдерея), то они терпят неудачу.».
Нутрицитолог Рианон Ламберт с Харли-стрит отметила, что клетчатка, являющаяся важной частью рациона, теряется при приготовлении сока, попутно заявив, что нет никаких доказательств для подобных «волшебных утверждений», кроме анекдотичных, и им ни в коем случае не следует заменять сбалансированную диету и традиционные лекарства. И хотя сельдерей на 90 % состоит из воды и является хорошим источником утоления жажды, тем не менее точно также можно пить воду, поскольку все полезные вещества получаются из ежедневного рациона. В свою очередь диетолог Стефани Валакас в интервью свойства News.com.au подчеркнула, что нет никаких доказательств подобных заявлений о пользе сока сельдерея и что в ходе переработки клетчатки в сок она теряет свои полезные качества.
Хотя большинство профессиональных врачей согласилось, что вред от диеты на соке сельдерея является минимальным, тем не менее существует вероятность пагубной несовместимости с некоторыми лекарственными средствами, поскольку в нём содержится витамин K, способный оказать влияние на такое лекарство, как варфарин, если произойдёт резкое увеличение употребления.
Представитель Академии питания и диетологии диетолог Джинджер Халтин предупредила, что опасно бороться с раковыми заболеваниями путём употребления одного вида пищи, как в случае с соком сельдерея, как советует Уильям.
Диетолог Кэрри Деннетт отметила, что Уильям не имеет никакого медицинского образования, и хотя некоторые исследования обнаружили противовоспалительные и, возможно, противораковые свойства изолированных фитохимических веществ, содержащихся в сельдерее, нет ни одного исследования, подтверждающего какие-либо популярные утверждения о соке сельдерея..

### Лечение бесплодия
Уильям утверждает, что даже бесплодие возможно вылечить при помощью таких практик, как «творческие визуализации, медитации при ходьбе и дыхательные упражнения», которые, как он утверждает, «притягивают белый свет к репродуктивным органам».

## Критика

### Goop
В январе 2018 года Goop, сетевой проект Гвинет Пэлтроу, был подвергнут критике за размещение статей Уильяма в качестве «доверенного эксперта», в которых он занимается пропагандой лженауки. При этом на самом сайте Goop про Уильяма сказано, что он: «… сегодня является одним из самых необычных и удивительно проницательных целителей: как он объясняет, голос божественной силы, называемой „духом“, помогает ему определить корни трудно диагностируемых болезней его пациентов и найти лучшие решения для восстановления их здоровья … Теперь Уильям делится с нами четырьмя из своих чудесных продуктов — яблоками, сельдереем, имбирём и мёдом. Ниже он разбирает, что делает их такими мощными … какие недуги (от тревоги до болезни Лайма, усталости надпочечников и мозгового тумана), с которыми нужно бороться каждой пищей …».

### Сбор положительных отзывов на Amazon
Джонатан Джерри из Управления науки и общества Макгиллского университета утверждает, что некоторые хвалебные отзывы Уильям получает не естественным образом, отметив, что тот предложил участие в конкурсе, участники которого могли выиграть книги с автографами, частные консультации и билеты на концерты в обмен на положительные отзывы о его книгах на Amazon.
Журналист сетевого издания Inverse Рэй Паолетта обнаружила, что издательство Hay House, выпускающее книги Уильяма, устроило лотерею, чтобы раздать призы тем, кто написал «самый вдохновляющий» обзор Amazon на его книгу 2015 года под названием «Взгляд внутрь болезни». По словам Паолетты, «когда Inverse спросил Amazon об обвинениях в получении положительных отзывов на книги в качестве компенсации, представитель подтвердил, что сайт электронной коммерции проведёт расследование этих заявлений».

### Врачебная практика без лицензии
Джерри также утверждает, что Уильям занимается медициной без лицензии, отметив, что в штате Флорида, где работает Уильям, определение врачебной практики выглядит следующим образом: «„Врачебная практика“ означает диагноз, лечение, операцию или рецепт для лечения любого человеческого заболевания, боли, травмы, уродства или другого физического или психического состояния». В своих время своих радиовыступлений Уильям позволяет поклонникам звонить и описывать свои симптомы, а затем производит «считывание» вместе со своим проводником-ангелом и даёт совет звонящему, предлагая такие вещи, как исключение из рациона определённых групп продуктов, приём витамина B12 или очищенного сока сельдерея. Джерри утверждает, что, исходя из представленного определения, всё это подпадает под «врачебную практику». Кроме того, Джерри описывает случай с женщиной, у которой спустя шесть месяцев после того, как в одной из телепрограмм Уильям произвёл «считывание» и «обнаружил», что она полностью здорова, в действительности было диагностировано серьёзное заболевание крови, которое не смогли обнаружить ни Уильям, ни его «дух».

### Обвинения в шарлатанстве
Акушер-гинеколог из Сан-Франциско Дженнифер Гантер, ранее выступавшая с критикой Goop, сделала следующее заявление относительно Уильяма: «Продвижение „Медицинского медиума“ ничем не отличается от пропаганды антивакцинаторских взглядов, очищающих средств или кофейных клизм. По меньшей мере, люди впустую тратят деньги, но многие советуемые методы лечения способны нанести большой вред, а также отсрочить диагностику».
Бывший авиационный врач ВВС США и семейный врач Хэрриет Холл утверждает, что «система убеждений Уильяма не имеет никакого отношения к действительности или науке», отметив, что нет никаких доказательств, подтверждающих заявления Уильяма о том, что он имеет божественное водительство.

## Сочинения
- Взгляд внутрь болезни
  - Уильям Э. Взгляд внутрь болезни: все секреты хронических и таинственных заболеваний и эффективные способы их полного исцеления /пер. с англ. М. Л. Табенкина. — М.: Эксмо, 2017. — 574 с. (Энергия здоровья) (Бестселлер New York Times). ISBN 978-5-699-95033-1 : 3000 экз.
  - Уильям Э. Взгляд внутрь болезни: все секреты хронических и таинственных заболеваний и эффективные способы их полного исцеления /пер. с англ. М. Л. Табенкина. — М.: Эксмо, 2019. — 574 с. (Энергия здоровья). ISBN 978-5-04-099476-2 : 2000 экз.
  - Уильям Э. Взгляд внутрь болезни: все секреты хронических и таинственных заболеваний и эффективные способы их полного исцеления /пер. с англ. М. Л. Табенкина. — М.: Эксмо, 2021. — 574 с. (Энергия здоровья). ISBN 978-5-04-099476-2 : 3000 экз.
- Еда, меняющая жизнь
  - Уильям Э. Еда, меняющая жизнь: откройте тайную силу овощей, фруктов, трав и специй / пер. с англ. Е. Ануфриевой. — М.: Эксмо, 2018. — 287 с. (Энергия здоровья). ISBN 978-5-04-088753-8 : 2000 экз.
  - Уильям Э. Еда, меняющая жизнь: откройте тайную силу овощей, фруктов, трав и специй / пер. с англ. Е. Ануфриевой. — М.: Эксмо, 2020. — 287 с. (Энергия здоровья). ISBN 978-5-04-091327-5 : 3000 экз.
- Уильям Э. Спасение печени: как помочь главному фильтру организма и защитить себя от болезней. — М.: Эксмо, 2020. — 783 с. (Энергия здоровья).; ISBN 978-5-04-103664-5 : 3000 экз.
- Уильям Э. Секрет щитовидки: что скрывается за таинственными симптомами и болезнями щитовидной железы и как вернуть ей здоровье / пер. с англ. А. Варлыгиной. — М.: Эксмо, 2020. — 477 с. (Энергия здоровья). ISBN 978-5-04-106067-1 : 3000 экз.
- Уильям Э. Сок сельдерея : природный эликсир энергии и здоровья / пер. с англ. Л. Трутневой, А. Савич. — М.: Эксмо, 2020. — 365 с. (Энергия здоровья). ISBN 978-5-04-105040-5 : 3000 экз.